# Upeneus guttatus
 Upeneus guttatus és una espècie de peix de la família dels múl·lids i de l'ordre dels cipriniformes que es troba al Mar de la Xina Meridional.